# Vladimír Országh
Vladimír Országh (Banská Bystrica, 24 maggio 1977) è un ex hockeista su ghiaccio slovacco.

## Palmarès

### Mondiali
- 2 medaglie:
  - 1 oro (Svezia 2002)
  - 1 bronzo (Finlandia 2003)